# William Demant Kollegiet
William Demant Kollegiet er et kollegium på DTU i Kongens Lyngby.
Kollegiet blev opført i 2002 og ligger i DTU's sydvestlige hjørne, i tredje kvadrant. Det huser 100 beboere i to blokke opdelt med 25 personer om et dobbeltkøkken på hver etage. 
Alle SU-berettigede studerende kan søge om bolig på kollegiet, som administreres af Polyteknisk KollegieSelskab.